# البيت المجنون (فلم 1943)
البيت المجنون (بالإنجليزية: Crazy House) فيلم فكاهي أمريكي انتج عام 1943 من بطولة أول اولسن و كاس ديلي ومن إخراج إدوارد فرنسيس كلاين.

## روابط خارجية
- مقالات تستعمل روابط فنية بلا صلة مع ويكي بيانات